# Římskokatolická farnost – děkanství Hořice v Podkrkonoší
Římskokatolická farnost-děkanství Hořice v Podkrkonoší je územním společenstvím římských katolíků v rámci jičínského vikariátu královéhradecké diecéze.

## O farnosti
Roku 1276 je připomínán hořický farář, jménem Arnold. Děkanský kostel Narození Panny Marie v Hořicích byl vystavěn po požáru města v roce 1738 na místě staršího, požárem zničeného gotického kostela. Výstavba trvala v letech 1741-1748. V roce 2005 farnost Hořice v rámci procesu slučování farností afilovala původně samostatné farnosti Chodovice, Jeřice, Lískovice a Sobčice.

## Duchovní správci
- 1959–1974 R.D Miroslav Plotěný (8. 7. 1921 – 28.6. 1974) (děkan)
- 1974–1996 R.D. František Sedlák (22. 12. 1918 – 1. 10. 2003) (děkan)
- 1996–2016 R.D. ThMgr. Adam Depa (* 16. 2. 1960) (děkan)
- od r. 2016 R. D. Mgr. Filip Janák (administrátor)

## Bohoslužby ve farnosti
| Kostel                       | Místo                | Bohoslužba             | Bohoslužba             | Poznámka                                 |
| ---------------------------- | -------------------- | ---------------------- | ---------------------- | ---------------------------------------- |
| Kostel Narození Panny Marie  | Hořice v Podkrkonoší | neděle ostatní dny     | 9.00 viz ohlášky       | farní kostel                             |
| Kostel svatého Gotharda      | Hořice v Podkrkonoší | neslouží se pravidelně | neslouží se pravidelně | filiální kostel                          |
| Kaple Panny Marie Bolestné   | Hořice v Podkrkonoší | podle programu hospice | podle programu hospice | oratorium v budově Domácího hospicu Duha |
| Kaple Panny Marie Hlohové    | Hořice v Podkrkonoší | neslouží se pravidelně | neslouží se pravidelně | obecní kaple                             |
| Kostel svatého Bartoloměje   | Chodovice            | neslouží se pravidelně | neslouží se pravidelně | filiální kostel                          |
| Kostel svaté Máří Magdaleny  | Jeřice               | podle ohlášení         | podle ohlášení         | filiální kostel                          |
| Kostel svatého Mikuláše      | Lískovice            | neslouží se pravidelně | neslouží se pravidelně | filiální kostel                          |
| Kostel svatých Petra a Pavla | Milovice u Hořic     | podle ohlášení         | podle ohlášení         | filiální kostel                          |
| Kostel Nejsvětější Trojice   | Ostroměř             | podle ohlášení         | podle ohlášení         | filiální kostel                          |
| Kostel svatého Prokopa       | Sobčice              | neslouží se pravidelně | neslouží se pravidelně | filiální kostel                          |